# Escut de Besalú
L'escut oficial de Besalú és un dels símbols d'aquest municipi i es descriu mitjançant el següent blasonament:
Escut caironat partit: 1r. de gules, una creu patriarcal d'or; 2n. d'or, 4 pals de gules. Per timbre una corona de comte.

## Disseny
La composició de l'escut està formada sobre un fons en forma de quadrat recolzat sobre un dels seus vèrtexs, anomenat escut caironat, segons la configuració difosa a Catalunya i d'altres indrets de l'antiga Corona d'Aragó i adoptada per l'administració a les seves especificacions per al disseny oficial dels municipis dels ens locals. És un escut partit en dues particions. A la primera partició, de color vermell (gules), hi ha una creu patriarcal de color groc (or). A la segona partició, de color groc (or), hi ha quatre pals vermells (de gules).
L'escut està acompanyat a la part superior d'un timbre en forma de corona nobiliària, que és l'adoptada pel Departament de Governació d'Administracions Locals de la Generalitat de Catalunya per timbrar els escuts dels municipis que històricament han estat cap o centre d'un principat, ducat, marquesat, comtat, vescomtat o baronia. En aquest cas, es tracta d'una corona de comte, en ser Besalú cap del Comtat de Besalú.

## Història
Va ser aprovat el 7 de juny de 1989 i publicat al DOGC el 26 del mateix mes amb el número 1160.
La creu patriarcal, que representa la veracreu de Besalú, és el senyal tradicional del municipi, que fou el centre d'un dels comtats originaris de Catalunya, fet representat per la corona comtal dalt de l'escut. Els quatre pals de Catalunya recorden que el comtat de Besalú va unir-se al casal de Barcelona a partir del 1111, per manca de descendència de Bernat III. Respecte a l'antic escut de Besalú, a part de la forma caironada i la corona, el canvi més important fou el color de la creu patriarcal, que passà de ser negra (sable) a ser groga (d' or).